# Гейз (округ, Небраска)
Шаблон:StateAbbr_ 40°32′ пн. ш. 101°04′ зх. д. / 40.53° пн. ш. 101.06° зх. д.
Округ Гейз (англ. Hayes County) — округ (графство) у штаті Небраска, США. Ідентифікатор округу 31085.

## Історія
Округ утворений 1877 року.

## Демографія
За даними перепису 
2000 року 
загальне населення округу становило 1068 осіб, усе сільське.
Серед мешканців округу чоловіків було 535, а жінок — 533. В окрузі було 430 домогосподарств, 312 родин, які мешкали в 526 будинках.
Середній розмір родини становив 3,02.
Віковий розподіл населення поданий у таблиці:
| Стать    | До 15 років | 15-21 | 22-29 | 30-39 | 40-49 | 50-65 | 65-85 | Понад 85 |
| -------- | ----------- | ----- | ----- | ----- | ----- | ----- | ----- | -------- |
| Чоловіки | 110         | 52    | 28    | 52    | 101   | 96    | 94    | 2        |
| Жінки    | 118         | 45    | 22    | 56    | 87    | 89    | 100   | 16       |

## Суміжні округи
- Лінкольн — північ
- Фронтьєр — схід
- Гічкок — південь
- Данді — південний захід
- Чейс — захід
- Перкінс — північний захід

## Виноски
1. ↑  US Decennial Census. US Census Bureau. Архів оригіналу за 12 травня 2015. Процитовано 8 грудня 2014.
2. ↑  Historical Census Browser. University of Virginia Library. Архів оригіналу за 11 серпня 2012. Процитовано 8 грудня 2014.
3. ↑  Population of Counties by Decennial Census: 1900 to 1990. US Census Bureau. Архів оригіналу за 27 квітня 2015. Процитовано 8 грудня 2014.
4. ↑  Census 2000 PHC-T-4. Ranking Tables for Counties: 1990 and 2000 (PDF). US Census Bureau. Архів оригіналу (PDF) за 18 грудня 2014. Процитовано 8 грудня 2014.
5. ↑  State & County QuickFacts. Бюро перепису населення США. Архів оригіналу за 7 червня 2011. Процитовано 20 вересня 2013.(англ.) Наведено за англійською вікіпедією.
6. ↑  American FactFinder. Бюро перепису населення США. Архів оригіналу за 21 травня 2008. Процитовано 31 січня 2008.

| США | Це незавершена стаття з географії США. Ви можете допомогти проєкту, виправивши або дописавши її. |